# Ninfield
Ninfield – wieś w Anglii, w hrabstwie East Sussex, w dystrykcie Wealden. Leży 79 km na południowy wschód od Londynu. W 2007 miejscowość liczyła 1520 mieszkańców.